# 李继祥
李继祥（1920年1月—2017年7月4日），山东枣庄人，中华人民共和国政治人物。

## 生平

### 民国时期
1937年6月，毕业于枣庄中兴职业学校商科。抗日战争爆发后，参加中共枣庄地下党组织的抗敌后援会和抗日宣传队。1938年2月入伍，同年5月加入中国共产党。1938年2月，任中共鲁苏豫皖特委政治交通员；1938年5月，任鲁南抗日义勇总队政治指导员；1938年9月任山东省委财委会科员；1938年11月任八路军山东三支队会训班主任；1939年6月，任山东第一区党委财委会科员；1941年1月任沂蒙行政公署财政科长，地委财委副书记，专署党组书记。
1942年7月，任鲁中区行政公署财政处财政科长；1943年10月，任鲁中区南沂蒙工商局局长；1945年7月，任山东省工商总局第六分局局长。1945年9月，任鲁中区工商管理局副局长。1946年3月，任山东省工商总局第五分局局长；1947年8月，任鲁中区行政公署工商局局长；1948年6月，任华东区工商干部学校校长；1949年4月，任皖北区贸易总公司经理。

### 共和国时期
1950年5月，任皖北区行政公署工商处副处长；1952年12月，任安徽省商业厅副厅长；1953年8月任安徽省省商业厅厅长；1956年3月，任安徽省省委财贸部副部长；1963年10月，任中共安徽省委财贸部副部长兼省供销社主任；1965年8月，任安徽省财办副主任、党组副书记。
文化大革命期间受到迫害，被下放。1971年11月，任滁县地区革委会副主任、地委副书记；1973年4月，任省生产指挥组副组长兼省商业局局长；1975年9月任省财办副主任、党组第一副书记；1983年4月，任安徽省六届人大常务委员会专职委员；1986年4月至1988年1月，任政协第五届安徽省委员会副主席。1991年2月离职。2017年7月4日，在合肥逝世，享年98岁。